# Béla I d'Ungheria
Béla I d'Ungheria detto il Campione o il Saggio (in ungherese I. Bajnok o Bölény Béla, in slovacco Belo I.) (tra il 1015 e il 1020 – Kinizsa, 11 settembre 1063) fu re d'Ungheria dal 1060 al 1063, anno della sua morte. Terzo figlio di Vazul e fratello di Andrea I, rimase al potere per tre anni circa.
Discendente di un ramo secondario della dinastia degli Arpadi, il nome di battesimo di Béla era Adalberto. Lasciò l'Ungheria nel 1031, insieme ai suoi fratelli, Levente e Andrea, dopo che suo padre Vazul venne accecato e assordato dal cugino, re Stefano I. In cerca di un luogo sicuro, Béla si stabilì in Polonia e sposò Richeza (o Adelaide), figlia del sovrano polacco Miecislao II.
Ritornato in patria su invito del fratello Andrea, che nel frattempo aveva ottenuto per sé il trono d'Ungheria, Andrea assegnò l'amministrazione del cosiddetto "ducato", che comprendeva circa un terzo del territorio del regno d'Ungheria (Tercia pars regni), a Béla. Le relazioni tra i due fratelli divennero tese pochi anni dopo la nascita del figlio di Andrea, Salomone, incoronato re all'età di quattro circa, evento che costrinse Béla a confermare pubblicamente il diritto di Salomone al trono nel 1057 o 1058. Tuttavia, il nobile non abbandonò il sogno di governare l'Ungheria e, pertanto, si rivolse in cerca di supporto bellico ai suoi parenti polacchi, i quali lo aiutarono a prevalere sul fratello detronizzando quest'ultimo nel 1060. Durante il suo dominio, Béla introdusse un'importante riforma monetaria e sottomise l'ultima rivolta guidata da frange favorevoli alla reintroduzione del paganesimo in territorio magiaro.
La sua morte fu particolarmente bizzarra: secondo la Chronica Picta, appena apprese che il Sacro Romano Impero voleva lanciare una campagna militare contro il suo regno per far tornare al potere il giovane Salomone, gli si ruppe il trono su cui era seduto causandogli un brutto infortunio. Béla, ormai «mezzo morto», venne condotto in braccio dai soldati verso i confini del suo regno fino a quando, nei pressi del torrente di Kinizsa, spirò.
In seguito alla sua dipartita il paese fu sconvolto dai contrasti dei figli Géza I e Ladislao I e, appunto, il nipote Salomone.

## Biografia

### Infanzia (prima del 1031)
La maggior parte delle cronache ungheresi, tra cui le Gesta Hunnorum et Hungarorum di Simone di Kéza e la Chronica Picta, attesta che il padre di Béla era Ladislao il Calvo, cugino di Stefano, il primo re d'Ungheria. Tuttavia, molte delle stesse fonti aggiungono che «si racconta talvolta» che Béla e i suoi due fratelli, ovvero Levente e Andrea, fossero in realtà i discendenti del fratello di Ladislao il Calvo, Vazul. Le cronache si riferiscono anche alle voci secondo cui i tre fratelli erano figli illegittimi del padre, nati da «una donna del clan Tátony». Gli storici moderni che accettano l'affidabilità dell'ultimo resoconto ribadiscono tutti che i tre fratelli erano figli di Vazul e della sua concubina.
Béla nacque tra il 1015 e il 1020, ma si discute se fosse un secondo o un terzo figlio. Il primo punto di vista è sposato, ad esempio, dallo storico polacco Wincenty Swoboda, mentre il secondo dagli studiosi ungheresi Gyula Kristó e Ferenc Makk. Kristó e Makk scrivono che il nome di Béla «molto probabilmente» deriva dall'aggettivo turco bujla ("nobile"). Tuttavia, può anche essere collegato al termine slavo che sta per "bianco" (bjelij) o al nome biblico Béla.

### In esilio (1031-1048 circa)
L'unico figlio di re Stefano sopravvissuto all'infanzia, Emerico, morì il 2 settembre 1031 durante una battuta di caccia. A seguito di tale evento, Vazul appariva colui che vantava la maggiore pretesa nella linea di successione alla corona. Tuttavia, il monarca, sospettando che Vazul fosse incline al ripristino del paganesimo, preferì parteggiare per il figlio di sua sorella, Pietro Orseolo. Per garantire la successione di suo nipote, Stefano ordinò che Vazul fosse accecato e assordato. Constatata la situazione, Béla e i suoi due fratelli fuggirono dal regno.
Trasferitisi all'inizio in Boemia, secondo la Chronica Picta la loro «condizione di vita era [lì] povera e meschina». Per questo motivo, decisero di recarsi in seguito in Polonia, dove «ricevettero una calorosa accoglienza» da parte del re Miecislao II. Secondo le cronache ungheresi, Béla partecipò a una spedizione polacca contro i pagani della Pomerania e sconfisse il duca locale «in un singolar tenzone». La Chronica Picta narra che il monarca polacco «lodò l'audacia e la forza del duca Béla e gli conferì tutti i tributi derivanti dalla Pomerania». I rapporti furono così saldi che il sovrano concesse in sposa sua figlia (di nome Richeza o Adelaide) a Béla, oltre a donargli «varie distese di terra». Makk ipotizza che Béla si battezzò poco prima del suo matrimonio e che il suo nome da cristiano fosse Adalberto.
(Chronica Picta)

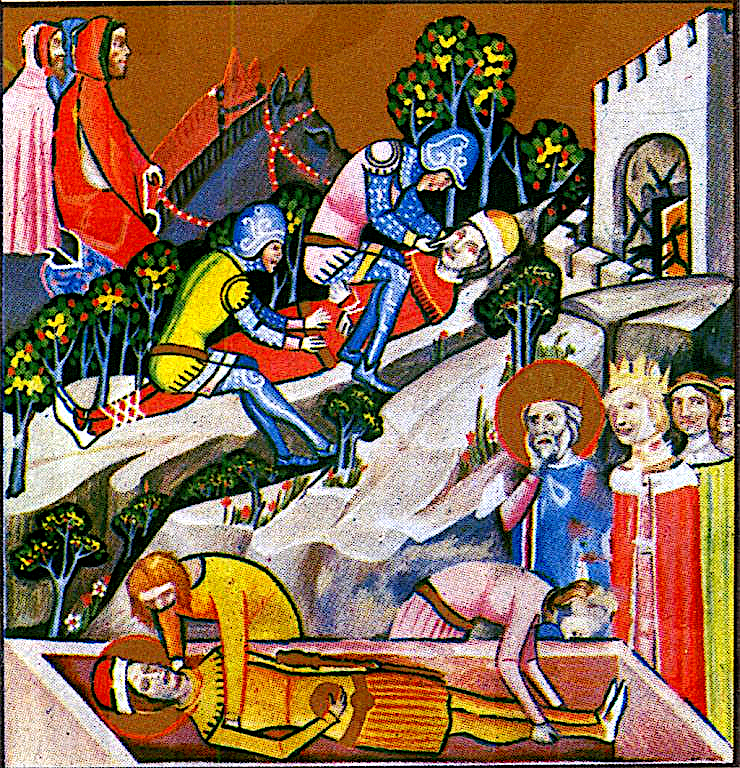
L'accecamento di Vazul avvenuto dopo la morte di Emerico, unico figlio di re Stefano I

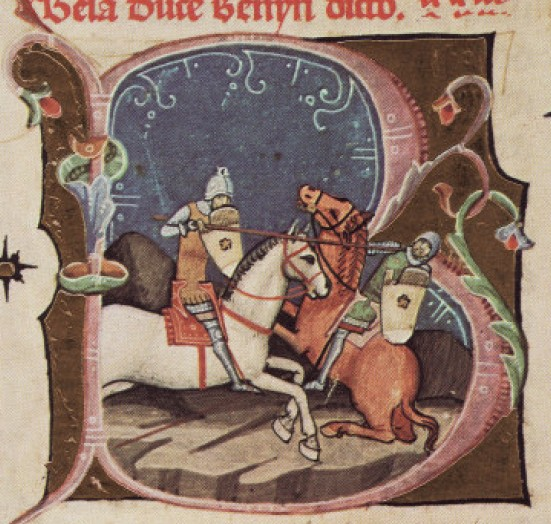
Il leggendario duello di Béla con il capo dei Pomerani in Polonia

Il re Miecislao II morì nel 1034; suo figlio ed erede Casimiro fu però costretto a lasciare la Polonia. Seguì un lungo periodo di anarchia noto come reazione pagana e perdurato almeno fino al 1039, quando Casimiro riuscì a tornare a Cracovia. Secondo Kristó e Makk, malgrado le circostanze burrascose, Béla rimase in Polonia durante questo periodo è potrebbe persino aver amministrato il regno in nome del cognato assente. Invece, lo storico polacco Manteuffel sostiene che Béla e i suoi due fratelli, a differenza con il resoconto tradizionalmente fornito delle cronache ungheresi, giunse in Polonia soltanto al fianco di Casimiro, quindi dopo il 1039. È indubbio che Levente e Andrea lasciarono Cracovia nel 1038 circa, perché, secondo la Chronica Picta, «sentivano che sarebbero vissuti in Polonia all'ombra del fratello».

### Duca in Ungheria (1048 circa-1060)
Dopo aver lasciato la Polonia, Andrea e Levente si trasferirono a Kiev. I due fecero ritorno in Ungheria dopo lo scoppio di una rivolta pagana indirizzata contro re Pietro Orseolo nel 1046. L'insurrezione ebbe l'effetto di detronizzare il sovrano e, al suo posto, subentrò Andrea. Levente morì nello stesso anno e Andrea, ancora senza figli, decise di invitare Béla a tornare in Ungheria.
(Chronica Picta)
Convinto dal fratello, Béla tornò nel 1048 e ricevette un terzo del regno (Tercia pars regni) e fu insignito del titolo di duca. Il ducato di Béla comprendeva vasti territori lungo i confini orientali e settentrionali, comprese le regioni di Nyitra (Nitra, in Slovacchia) e Bihar (Biharia, in Romania). Tra le varie prerogative prima riconosciute soltanto in capo alla corona rientrava anche il diritto di avere una propria monetazione. La zecca da lui istituita coniava monete che recavano l'iscrizione BELA DUX ("Duca Béla"). Secondo Steinhübel, le mura di legno e terra della fortezza di Nyitra della metà dell'XI secolo furono erette durante il regno di Béla.

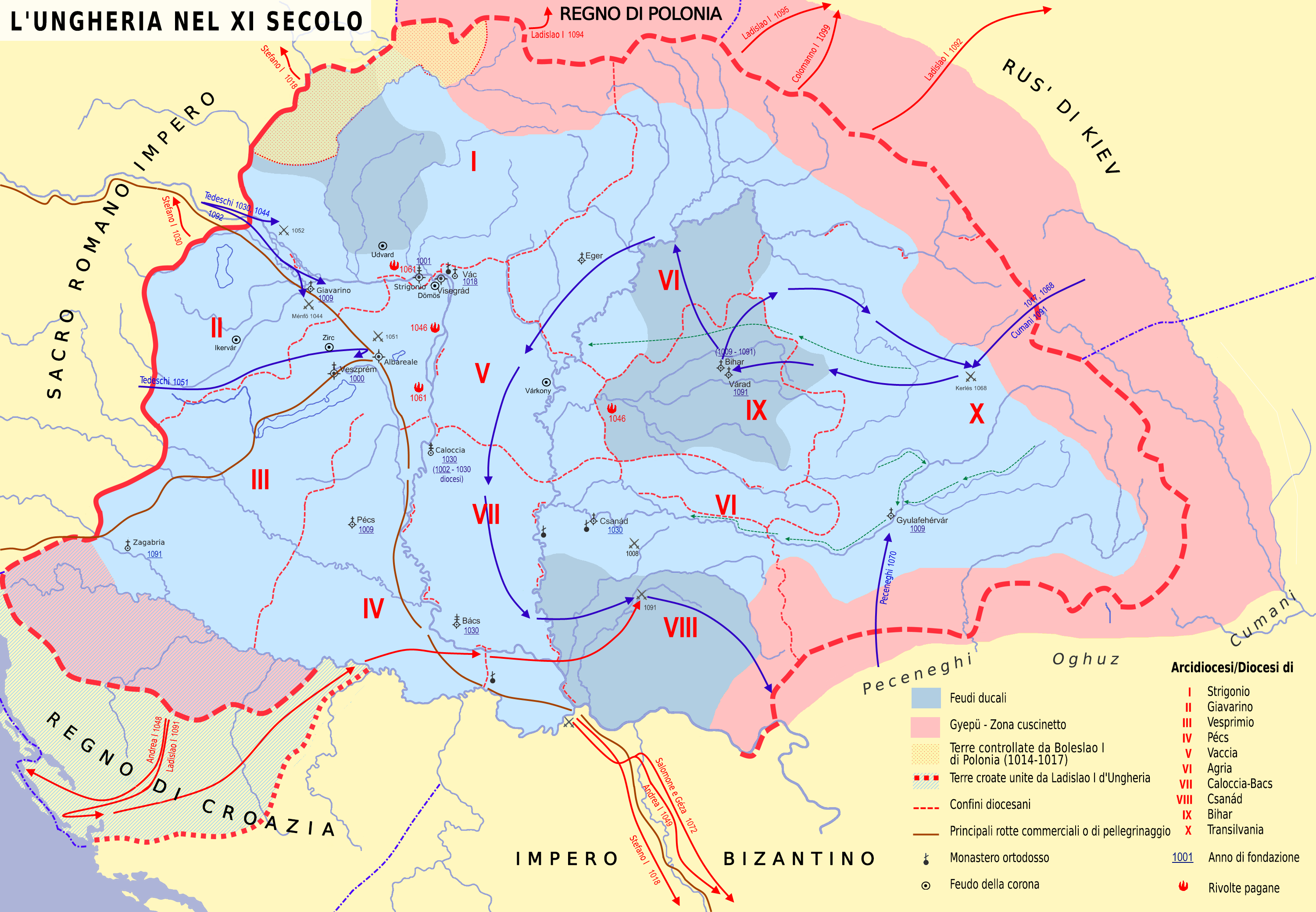
Il regno d'Ungheria e il ducato di Béla nell'XI secolo

I due fratelli collaborarono in maniera costruttiva negli anni successivi. Secondo la Chronica Picta, elaborarono assieme una strategia militare contro il Sacro Romano Impero, responsabile di numerose invasioni del regno all'inizio degli anni 1050. Ferenc Makk riferisce che gli epiteti assegnati a Béla, ovvero il Campione o il Saggio, vadano ricondotti proprio alle lotte combattute contro i tedeschi. Il cronista sottolinea che Andrea e Béla «vissero in grande sintonia» anche dopo che Andrea ebbe un figlio, Salomone, nel 1053. Béla fu uno dei nobili testimoni della stipula dell'atto di fondazione dell'abbazia di Tihany, un monastero benedettino fondato da suo fratello nel 1055.

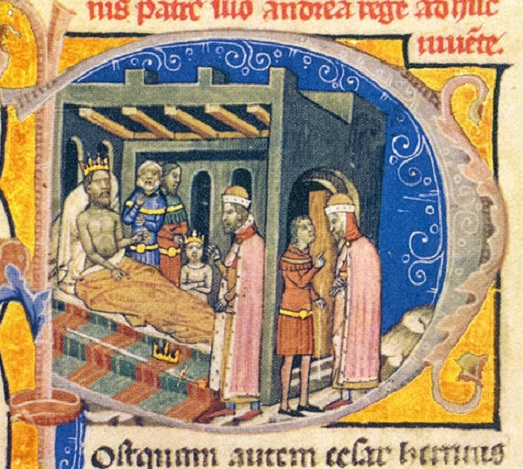
L'episodio di Tiszavárkony immortalato nella Chronica Picta: un paralizzato Andrea costringe suo fratello Béla a scegliere tra la corona e la spada

I buoni rapporti tra i due fratelli si deteriorarono dopo che Andrea autorizzò l'incoronazione di suo figlio Salomone nel 1057 o 1058. L'incoronazione fu una diretta conseguenza dei negoziati di pace avviati con il Sacro Romano Impero, poiché i tedeschi non accettarono la prospettiva di un matrimonio tra Salomone e Giuditta, la sorella del giovane monarca tedesco, Enrico IV, fino a quando il diritto del minorenne magiaro di subentrare al padre non fosse stato dichiarato e pubblicamente confermato. Andrea si convinse della necessità di assicurarsi il trono per suo figlio ignorando quanto in passato prospettato a Béla. Dopo aver invitato il fratello nella sua fortezza a Tiszavárkony, Andrea offrì al consanguineo la possibilità di scegliere liberamente tra una corona e una spada, ovvero rispettivamente i simboli del regno e del ducatus. Béla, che era stato precedentemente informato dai suoi sostenitori che alla corte di Andrea sarebbe stato assassinato per ordine del re se avesse optato per la corona, indicò la spada. A seguito dell'incontro, il duca si organizzò in tutta fretta per partire alla volta della Polonia.
Tornato in Ungheria nell'autunno del 1060, al suo fianco vi erano le truppe polacche fornite dal duca Boleslao II. Al contempo, l'imperatrice vedova Agnese, al governo del Sacro Romano Impero in nome del figlio minorenne Enrico IV, spedì delle truppe bavaresi, boemi e sassoni per assistere Andrea. La guerra civile che ne seguì si concluse con la vittoria di Béla, che sconfisse suo fratello in due battaglie combattutesi sul fiume Tibisco e a Moson. Il re fu gravemente ferito nel corso delle schermaglie e morì poco tempo dopo. I suoi sostenitori fecero prigioniero suo figlio, il piccolo Salomone, nel territorio del regno di Germania.

### Regno (1060-1063)

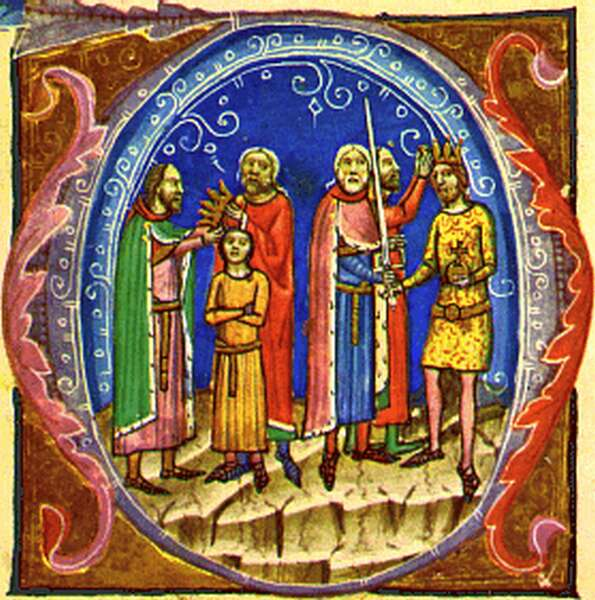
Béla viene incoronato re dopo che suo nipote Salomone viene privato della corona. Miniatura tratta dalla Chronica Picta

Béla fu incoronato re ad Albareale in data 6 dicembre 1060. Egli ordinò che «le mogli, i figli e ogni possedimento in mano a tutti coloro che avevano appoggiato» suo nipote, fuggito in Germania, «godessero di protezione e venissero salvaguardati», circostanza che indusse molti dei sostenitori di Salomone a riconciliarsi con il nuovo sovrano al fine di tornare in Ungheria. Egli si preoccupò di modificare il sistema monetario immettendo in circolazione «grandi monete di argento purissimo». Per stabilizzare la nuova valuta, Béla rivalutò i prezzi di alcuni prodotti concentrandosi sulla necessità di stroncare il mercato nero. Impose inoltre che i mercati settimanali si tenessero di sabato, anziché di domenica, in ogni angolo del regno. La storica Nora Berend afferma che quest'ultima misura «potrebbe aver influito negativamente sulle attività delle comunità ebraiche», poiché il sabato coincideva con lo Shabbat, ampiamente rispettato all'epoca.
Stando alla Chronica Picta, Béla decise di discutere delle sue riforme con i rappresentanti degli uomini liberi e «inviò emissari in tutta l'Ungheria per convocare due anziani in grado di interloquire da ogni villaggio a un consiglio reale». Una grande folla composta da cittadini comuni si riunì ad Albareale nel 1061. Questi chiesero a gran voce la restaurazione del paganesimo e l'uccisione dei membri del clero, assai invisi alla popolazione sin dai tempi della rivolta pagana di Vata, ma Béla radunò il suo esercito e sedò la rivolta che era esplosa nel giro di tre giorni.
Nel campo della politica estera, Béla tentò di concludere un trattato di pace con il Sacro Romano Impero. A tal fine, poco dopo la sua incoronazione, liberò tutti i comandanti teutonici che avevano sostenuto suo fratello nel corso della guerra civile. Tuttavia, i consiglieri del giovane Enrico rifiutarono le proposte avanzate da Béla. Nell'estate del 1063, l'assemblea dei principi tedeschi decise di avviare una spedizione militare ai danni dell'Ungheria per riportare sul trono il giovane Salomone. In quel frangente, Béla stava ipotizzando di abdicare in favore di suo nipote se quest'ultimo gli avesse garantito la gestione della Tercia pars regni. La Chronica Picta riferisce che, appena apprese nella fortezza di Dömös che il Sacro Romano Impero intendeva attaccarlo, gli si ruppe il trono su cui era seduto causandogli un brutto infortunio; Béla, ormai «mezzo morto», venne condotto in braccio dai soldati verso i confini del suo regno fino a quando, nei pressi del torrente di Kinizsa, spirò.
Béla fu sepolto nell'Abbazia benedettina di Szekszárd, da lui fondata nel 1061. A seguito della sua dipartita, i tre figli Géza, Ladislao e Lamberto chiesero tutti e tre asilo alla Polonia quando Salomone salì al trono.

## Ascendenza e discendenza
Béla sposò, intorno al 1033, una figlia del re Miecislao II di Polonia. Secondo Makk, il nome della sposa era Richeza o Adelaide. I figli maggiori avuto dalla coppia, Géza e Ladislao, divenuti entrambi re d'Ungheria rispettivamente nel 1074 e nel 1077, nacquero in Polonia negli anni 1040. Il terzo figlio di Béla, Lamberto, nacque dopo il ritorno di Béla in Ungheria.
Béla divenne poi padre per la quarta volta quando ebbe una figlia di nome Sofia, che fu prima data in sposa al margravio Ulrico I di Carniola, poi al duca Magnus di Sassonia. Sua sorella minore, Eufemia, divenne la moglie del duca Ottone I di Olomouc. La terza figlia femmina di Béla, Elena (in croato Jelena Lijepa), divenne la moglie del re Demetrius Zvonimir di Croazia. Una figlia il cui nome è sconosciuto divenne la prima moglie di un nobile ungherese, Lamberto Hont-Pázmány. Secondo lo storico Martin Dimnik, Béla ebbe anche una quinta discendente, Lanka, ovvero la moglie del principe Rostislav di Tmutarakan, attivo nella Rus' di Kiev.
Dopo Richeza di Polonia, Béla potrebbe aver avuto come moglie Tuta, della stirpe dei conti di Formbach, ma la cosa non è sicura. I due potrebbero aver avuto due figli:
- Lamberto († 1095), duca nell'Ungheria meridionale;
- Adelaide (intorno al 1065-1122) ⚭ (I) Federico II, Domvogt di Ratisbona († 1080/96) ⚭ (II) Udalschalk I, conte di Lurngau (intorno al 1050-1115) (secondo altri, questa Adelaide è una figlia di Sofia d'Ungheria).[55]

Il seguente albero genealogico presenta l'ascendenza di Béla, la sua progenie e alcuni dei suoi parenti menzionati nell'articolo.
|                      |                      |                      |                      |                      |                      | Taksony | Taksony | Taksony    | Taksony    | Taksony                   | Taksony                   |                           |                           | una nobildonna «cumana»*  | una nobildonna «cumana»*  | una nobildonna «cumana»* | una nobildonna «cumana»* | una nobildonna «cumana»* | una nobildonna «cumana»* |                   |                   |                           |                           |                             |                             |                             |                             |                             |                             |                   |                   |          |          |                    |                    |                    |                    |                    |                    |                         |                         |                         |                         |                         |                         |  |  |         |         |         |         |         |         |     |  |                     |                     |                     |                     |                     |                     |
|                      |                      |                      |                      |                      |                      | Taksony | Taksony | Taksony    | Taksony    | Taksony                   | Taksony                   |                           |                           | una nobildonna «cumana»*  | una nobildonna «cumana»*  | una nobildonna «cumana»* | una nobildonna «cumana»* | una nobildonna «cumana»* | una nobildonna «cumana»* |                   |                   |                           |                           |                             |                             |                             |                             |                             |                             |                   |                   |          |          |                    |                    |                    |                    |                    |                    |                         |                         |                         |                         |                         |                         |  |  |         |         |         |         |         |         |     |  |                     |                     |                     |                     |                     |                     |
|                      |                      |                      |                      |                      |                      |         |         |            |            |                           |                           |                           |                           |                           |                           |                          |                          |                          |                          |                   |                   |                           |                           |                             |                             |                             |                             |                             |                             |                   |                   |          |          |                    |                    |                    |                    |                    |                    |                         |                         |                         |                         |                         |                         |  |  |         |         |         |         |         |         |     |  |                     |                     |                     |                     |                     |                     |
|                      |                      |                      |                      |                      |                      |         |         |            |            |                           |                           |                           |                           |                           |                           |                          |                          |                          |                          |                   |                   |                           |                           |                             |                             |                             |                             |                             |                             |                   |                   |          |          |                    |                    |                    |                    |                    |                    |                         |                         |                         |                         |                         |                         |  |  |         |         |         |         |         |         |     |  |                     |                     |                     |                     |                     |                     |
| Géza                 | Géza                 | Géza                 | Géza                 | Géza                 | Géza                 |         |         |            |            |                           |                           |                           |                           | Mihály                    | Mihály                    | Mihály                   | Mihály                   | Mihály                   | Mihály                   |                   |                   | una principessa bulgara** | una principessa bulgara** | una principessa bulgara**   | una principessa bulgara**   | una principessa bulgara**   | una principessa bulgara**   |                             |                             |                   |                   |          |          |                    |                    |                    |                    |                    |                    |                         |                         |                         |                         |                         |                         |  |  |         |         |         |         |         |         |     |  |                     |                     |                     |                     |                     |                     |
| Géza                 | Géza                 | Géza                 | Géza                 | Géza                 | Géza                 |         |         |            |            |                           |                           |                           |                           | Mihály                    | Mihály                    | Mihály                   | Mihály                   | Mihály                   | Mihály                   |                   |                   | una principessa bulgara** | una principessa bulgara** | una principessa bulgara**   | una principessa bulgara**   | una principessa bulgara**   | una principessa bulgara**   |                             |                             |                   |                   |          |          |                    |                    |                    |                    |                    |                    |                         |                         |                         |                         |                         |                         |  |  |         |         |         |         |         |         |     |  |                     |                     |                     |                     |                     |                     |
|                      |                      |                      |                      |                      |                      |         |         |            |            |                           |                           |                           |                           |                           |                           |                          |                          |                          |                          |                   |                   |                           |                           |                             |                             |                             |                             |                             |                             |                   |                   |          |          |                    |                    |                    |                    |                    |                    |                         |                         |                         |                         |                         |                         |  |  |         |         |         |         |         |         |     |  |                     |                     |                     |                     |                     |                     |
|                      |                      |                      |                      |                      |                      |         |         |            |            |                           |                           |                           |                           |                           |                           |                          |                          |                          |                          |                   |                   |                           |                           |                             |                             |                             |                             |                             |                             |                   |                   |          |          |                    |                    |                    |                    |                    |                    |                         |                         |                         |                         |                         |                         |  |  |         |         |         |         |         |         |     |  |                     |                     |                     |                     |                     |                     |
| Stefano I d'Ungheria | Stefano I d'Ungheria | Stefano I d'Ungheria | Stefano I d'Ungheria | Stefano I d'Ungheria | Stefano I d'Ungheria |         |         |            |            | una donna del clan Tátony | una donna del clan Tátony | una donna del clan Tátony | una donna del clan Tátony | una donna del clan Tátony | una donna del clan Tátony |                          |                          | Vazul                    | Vazul                    | Vazul             | Vazul             | Vazul                     | Vazul                     |                             |                             | Ladislao il Calvo           | Ladislao il Calvo           | Ladislao il Calvo           | Ladislao il Calvo           | Ladislao il Calvo | Ladislao il Calvo |          |          |                    |                    |                    |                    |                    |                    |                         |                         |                         |                         |                         |                         |  |  |         |         |         |         |         |         |     |  |                     |                     |                     |                     |                     |                     |
| Stefano I d'Ungheria | Stefano I d'Ungheria | Stefano I d'Ungheria | Stefano I d'Ungheria | Stefano I d'Ungheria | Stefano I d'Ungheria |         |         |            |            | una donna del clan Tátony | una donna del clan Tátony | una donna del clan Tátony | una donna del clan Tátony | una donna del clan Tátony | una donna del clan Tátony |                          |                          | Vazul                    | Vazul                    | Vazul             | Vazul             | Vazul                     | Vazul                     |                             |                             | Ladislao il Calvo           | Ladislao il Calvo           | Ladislao il Calvo           | Ladislao il Calvo           | Ladislao il Calvo | Ladislao il Calvo |          |          |                    |                    |                    |                    |                    |                    |                         |                         |                         |                         |                         |                         |  |  |         |         |         |         |         |         |     |  |                     |                     |                     |                     |                     |                     |
|                      |                      |                      |                      |                      |                      |         |         |            |            |                           |                           |                           |                           |                           |                           |                          |                          |                          |                          |                   |                   |                           |                           |                             |                             |                             |                             |                             |                             |                   |                   |          |          |                    |                    |                    |                    |                    |                    |                         |                         |                         |                         |                         |                         |  |  |         |         |         |         |         |         |     |  |                     |                     |                     |                     |                     |                     |
|                      |                      |                      |                      |                      |                      |         |         |            |            |                           |                           |                           |                           |                           |                           |                          |                          |                          |                          |                   |                   |                           |                           |                             |                             |                             |                             |                             |                             |                   |                   |          |          |                    |                    |                    |                    |                    |                    |                         |                         |                         |                         |                         |                         |  |  |         |         |         |         |         |         |     |  |                     |                     |                     |                     |                     |                     |
| Levente              | Levente              | Levente              | Levente              | Levente              | Levente              |         |         | Andrea I   | Andrea I   | Andrea I                  | Andrea I                  | Andrea I                  | Andrea I                  |                           |                           | Anastasia di Kiev        | Anastasia di Kiev        | Anastasia di Kiev        | Anastasia di Kiev        | Anastasia di Kiev | Anastasia di Kiev |                           |                           |                             |                             | Béla I                      | Béla I                      | Béla I                      | Béla I                      | Béla I            | Béla I            |          |          | Richeza di Polonia | Richeza di Polonia | Richeza di Polonia | Richeza di Polonia | Richeza di Polonia | Richeza di Polonia |                         |                         |                         |                         |                         |                         |  |  |         |         |         |         |         |         |     |  |                     |                     |                     |                     |                     |                     |
| Levente              | Levente              | Levente              | Levente              | Levente              | Levente              |         |         | Andrea I   | Andrea I   | Andrea I                  | Andrea I                  | Andrea I                  | Andrea I                  |                           |                           | Anastasia di Kiev        | Anastasia di Kiev        | Anastasia di Kiev        | Anastasia di Kiev        | Anastasia di Kiev | Anastasia di Kiev |                           |                           |                             |                             | Béla I                      | Béla I                      | Béla I                      | Béla I                      | Béla I            | Béla I            |          |          | Richeza di Polonia | Richeza di Polonia | Richeza di Polonia | Richeza di Polonia | Richeza di Polonia | Richeza di Polonia |                         |                         |                         |                         |                         |                         |  |  |         |         |         |         |         |         |     |  |                     |                     |                     |                     |                     |                     |
|                      |                      |                      |                      |                      |                      |         |         |            |            |                           |                           |                           |                           |                           |                           |                          |                          |                          |                          |                   |                   |                           |                           |                             |                             |                             |                             |                             |                             |                   |                   |          |          |                    |                    |                    |                    |                    |                    |                         |                         |                         |                         |                         |                         |  |  |         |         |         |         |         |         |     |  |                     |                     |                     |                     |                     |                     |
|                      |                      |                      |                      |                      |                      |         |         |            |            |                           |                           | Salomone                  |                           |                           |                           |                          |                          |                          |                          |                   |                   |                           |                           |                             |                             |                             |                             |                             |                             |                   |                   |          |          |                    |                    |                    |                    |                    |                    |                         |                         |                         |                         |                         |                         |  |  |         |         |         |         |         |         |     |  |                     |                     |                     |                     |                     |                     |
|                      |                      |                      |                      |                      |                      |         |         |            |            |                           |                           |                           |                           |                           |                           |                          |                          |                          |                          |                   |                   |                           |                           |                             |                             |                             |                             |                             |                             |                   |                   |          |          |                    |                    |                    |                    |                    |                    |                         |                         |                         |                         |                         |                         |  |  |         |         |         |         |         |         |     |  |                     |                     |                     |                     |                     |                     |
|                      |                      |                      |                      |                      |                      |         |         |            |            |                           |                           |                           |                           |                           |                           |                          |                          |                          |                          |                   |                   |                           |                           |                             |                             |                             |                             |                             |                             |                   |                   |          |          |                    |                    |                    |                    |                    |                    |                         |                         |                         |                         |                         |                         |  |  |         |         |         |         |         |         | (1) |  |                     |                     |                     |                     |                     |                     |
|                      |                      |                      |                      |                      |                      |         |         |            |            |                           |                           |                           |                           |                           |                           |                          |                          |                          |                          |                   |                   |                           |                           |                             |                             |                             |                             |                             |                             |                   |                   |          |          |                    |                    |                    |                    |                    |                    |                         |                         |                         |                         |                         |                         |  |  |         |         |         |         |         |         |     |  |                     |                     |                     |                     |                     |                     |
| Géza I               | Géza I               | Géza I               | Géza I               | Géza I               | Géza I               |         |         | Ladislao I | Ladislao I | Ladislao I                | Ladislao I                | Ladislao I                | Ladislao I                |                           |                           | Lamberto                 | Lamberto                 | Lamberto                 | Lamberto                 | Lamberto          | Lamberto          |                           |                           | Magnus di Sassonia          | Magnus di Sassonia          | Magnus di Sassonia          | Magnus di Sassonia          | Magnus di Sassonia          | Magnus di Sassonia          |                   |                   | Sofia    | Sofia    | Sofia              | Sofia              | Sofia              | Sofia              |                    |                    | Ulrico I di Carniola    | Ulrico I di Carniola    | Ulrico I di Carniola    | Ulrico I di Carniola    | Ulrico I di Carniola    | Ulrico I di Carniola    |  |  | Eufemia | Eufemia | Eufemia | Eufemia | Eufemia | Eufemia |     |  | Ottone I di Olomouc | Ottone I di Olomouc | Ottone I di Olomouc | Ottone I di Olomouc | Ottone I di Olomouc | Ottone I di Olomouc |
| Géza I               | Géza I               | Géza I               | Géza I               | Géza I               | Géza I               |         |         | Ladislao I | Ladislao I | Ladislao I                | Ladislao I                | Ladislao I                | Ladislao I                |                           |                           | Lamberto                 | Lamberto                 | Lamberto                 | Lamberto                 | Lamberto          | Lamberto          |                           |                           | Magnus di Sassonia          | Magnus di Sassonia          | Magnus di Sassonia          | Magnus di Sassonia          | Magnus di Sassonia          | Magnus di Sassonia          |                   |                   | Sofia    | Sofia    | Sofia              | Sofia              | Sofia              | Sofia              |                    |                    | Ulrico I di Carniola    | Ulrico I di Carniola    | Ulrico I di Carniola    | Ulrico I di Carniola    | Ulrico I di Carniola    | Ulrico I di Carniola    |  |  | Eufemia | Eufemia | Eufemia | Eufemia | Eufemia | Eufemia |     |  | Ottone I di Olomouc | Ottone I di Olomouc | Ottone I di Olomouc | Ottone I di Olomouc | Ottone I di Olomouc | Ottone I di Olomouc |
|                      |                      |                      |                      |                      |                      |         |         |            |            |                           |                           |                           |                           |                           |                           |                          |                          |                          |                          |                   |                   |                           |                           |                             |                             |                             |                             |                             |                             |                   |                   |          |          |                    |                    |                    |                    |                    |                    |                         |                         |                         |                         |                         |                         |  |  |         |         |         |         |         |         |     |  |                     |                     |                     |                     |                     |                     |
| Colomanno            |                      |                      |                      |                      |                      |         |         |            |            |                           |                           |                           |                           |                           |                           |                          |                          |                          |                          |                   |                   |                           |                           |                             |                             |                             |                             |                             |                             |                   |                   |          |          |                    |                    |                    |                    |                    |                    |                         |                         |                         |                         |                         |                         |  |  |         |         |         |         |         |         |     |  |                     |                     |                     |                     |                     |                     |
|                      |                      |                      |                      |                      |                      |         |         |            |            |                           |                           |                           |                           |                           |                           |                          |                          |                          |                          |                   |                   |                           |                           |                             |                             |                             |                             |                             |                             |                   |                   |          |          |                    |                    |                    |                    |                    |                    |                         |                         |                         |                         |                         |                         |  |  |         |         |         |         |         |         |     |  |                     |                     |                     |                     |                     |                     |
|                      |                      | (1)                  |                      |                      |                      |         |         |            |            |                           |                           |                           |                           |                           |                           |                          |                          |                          |                          |                   |                   |                           |                           |                             |                             |                             |                             |                             |                             |                   |                   |          |          |                    |                    |                    |                    |                    |                    |                         |                         |                         |                         |                         |                         |  |  |         |         |         |         |         |         |     |  |                     |                     |                     |                     |                     |                     |
|                      |                      |                      |                      |                      |                      |         |         |            |            |                           |                           |                           |                           |                           |                           |                          |                          |                          |                          |                   |                   |                           |                           |                             |                             |                             |                             |                             |                             |                   |                   |          |          |                    |                    |                    |                    |                    |                    |                         |                         |                         |                         |                         |                         |  |  |         |         |         |         |         |         |     |  |                     |                     |                     |                     |                     |                     |
| Zvonimir di Croazia  | Zvonimir di Croazia  | Zvonimir di Croazia  | Zvonimir di Croazia  | Zvonimir di Croazia  | Zvonimir di Croazia  |         |         | Elena      | Elena      | Elena                     | Elena                     | Elena                     | Elena                     |                           |                           | figlia                   | figlia                   | figlia                   | figlia                   | figlia            | figlia            |                           |                           | Lamberto degli Hont-Pázmány | Lamberto degli Hont-Pázmány | Lamberto degli Hont-Pázmány | Lamberto degli Hont-Pázmány | Lamberto degli Hont-Pázmány | Lamberto degli Hont-Pázmány |                   |                   | Lanka*** | Lanka*** | Lanka***           | Lanka***           | Lanka***           | Lanka***           |                    |                    | Rostislav di Tmutarakan | Rostislav di Tmutarakan | Rostislav di Tmutarakan | Rostislav di Tmutarakan | Rostislav di Tmutarakan | Rostislav di Tmutarakan |  |  |         |         |         |         |         |         |     |  |                     |                     |                     |                     |                     |                     |
| Zvonimir di Croazia  | Zvonimir di Croazia  | Zvonimir di Croazia  | Zvonimir di Croazia  | Zvonimir di Croazia  | Zvonimir di Croazia  |         |         | Elena      | Elena      | Elena                     | Elena                     | Elena                     | Elena                     |                           |                           | figlia                   | figlia                   | figlia                   | figlia                   | figlia            | figlia            |                           |                           | Lamberto degli Hont-Pázmány | Lamberto degli Hont-Pázmány | Lamberto degli Hont-Pázmány | Lamberto degli Hont-Pázmány | Lamberto degli Hont-Pázmány | Lamberto degli Hont-Pázmány |                   |                   | Lanka*** | Lanka*** | Lanka***           | Lanka***           | Lanka***           | Lanka***           |                    |                    | Rostislav di Tmutarakan | Rostislav di Tmutarakan | Rostislav di Tmutarakan | Rostislav di Tmutarakan | Rostislav di Tmutarakan | Rostislav di Tmutarakan |  |  |         |         |         |         |         |         |     |  |                     |                     |                     |                     |                     |                     |

*Una donna cazara, pecenega o bulgara del Volga.
**Györffy ritiene si tratti di una donna legata alla dinastia bulgara dei Cometopuli.
***Lanka non è ritenuta figlia di Béla I da tutti i medievalisti.

## Ascendenza
|                   |   |   | Genitori |  |  | Nonni |  |  | Bisnonni           |  |  | Trisnonni         |  |
|                   |   |   |          |  |  |       |  |  | Taksony d'Ungheria |  |  | Zoltán d'Ungheria |  |
|                   |   |   |          |  |  |       |  |  | Taksony d'Ungheria |  |  | Zoltán d'Ungheria |  |
|                   |   | … |          |  |  |       |  |  | Taksony d'Ungheria |  |  |                   |  |
| Mihály            |   |   |          |  |  |       |  |  | Taksony d'Ungheria |  |  |                   |  |
|                   |   | … | …        |  |  |       |  |  |                    |  |  |                   |  |
|                   |   | … | …        |  |  |       |  |  |                    |  |  |                   |  |
|                   |   | … | …        |  |  |       |  |  |                    |  |  |                   |  |
| Vazul             |   | … |          |  |  |       |  |  |                    |  |  |                   |  |
|                   |   | … | …        |  |  |       |  |  |                    |  |  |                   |  |
|                   |   | … | …        |  |  |       |  |  |                    |  |  |                   |  |
|                   |   | … | …        |  |  |       |  |  |                    |  |  |                   |  |
| …                 |   | … |          |  |  |       |  |  |                    |  |  |                   |  |
|                   |   | … | …        |  |  |       |  |  |                    |  |  |                   |  |
|                   |   | … | …        |  |  |       |  |  |                    |  |  |                   |  |
|                   |   | … | …        |  |  |       |  |  |                    |  |  |                   |  |
| Béla I d'Ungheria |   | … |          |  |  |       |  |  |                    |  |  |                   |  |
|                   | … | … |          |  |  |       |  |  |                    |  |  |                   |  |
|                   | … | … |          |  |  |       |  |  |                    |  |  |                   |  |
|                   | … | … |          |  |  |       |  |  |                    |  |  |                   |  |
| …                 | … |   |          |  |  |       |  |  |                    |  |  |                   |  |
|                   |   | … | …        |  |  |       |  |  |                    |  |  |                   |  |
|                   |   | … | …        |  |  |       |  |  |                    |  |  |                   |  |
|                   |   | … | …        |  |  |       |  |  |                    |  |  |                   |  |
| …                 |   | … |          |  |  |       |  |  |                    |  |  |                   |  |
|                   |   | … | …        |  |  |       |  |  |                    |  |  |                   |  |
|                   |   | … | …        |  |  |       |  |  |                    |  |  |                   |  |
|                   |   | … | …        |  |  |       |  |  |                    |  |  |                   |  |
| …                 |   | … |          |  |  |       |  |  |                    |  |  |                   |  |
|                   |   | … | …        |  |  |       |  |  |                    |  |  |                   |  |
|                   |   | … | …        |  |  |       |  |  |                    |  |  |                   |  |
|                   |   | … | …        |  |  |       |  |  |                    |  |  |                   |  |
|                   |   | … |          |  |  |       |  |  |                    |  |  |                   |  |

### Fonti primarie
- Simone di Kéza, Gesta Hunnorum et Hungarorum, traduzione di László Veszprémy e Frank Schaer, CEU Press, 1999, ISBN 963-9116-31-9.
- Dezső Dercsényi, Leslie S. Domonkos (a cura di), Chronica Picta, Corvina, Taplinger Publishing, 1970, ISBN 0-8008-4015-1.

### Fonti secondarie
- (EN) Július Bartl, Dušan Škvarna, Viliam Čičaj e Mária Kohútova, Slovak History: Chronology & Lexicon, Wauconda, Bolchazy-Carducci Publishers, 2002, ISBN 978-08-65-16444-4.
- (EN) Nora Berend, József Laszlovszky e Béla Zsolt Szakács, The Kingdom of Hungary, in Christianization and the Rise of Christian Monarchy: Scandinavia, Central Europe and Rus' c.900-1200, 1ª ed., Cambridge, Cambridge University Press, 2007,  pp. 319-368, ISBN 978-11-39-46836-7.
- (EN) Martin Dimnik, The Dynasty of Chernigov, 1054-1146, Pontifical Institute of Mediaeval Studies, 1994, ISBN 0-88844-116-9.
- (EN) Pál Engel, The Realm of St Stephen: A History of Medieval Hungary, 895-1526, I.B. Tauris Publishers, 2001, ISBN 1-86064-061-3.
- (EN) László Kontler, Millennium in Central Europe: A History of Hungary, Atlantisz Publishing House, 1999, ISBN 963-9165-37-9.
- (EN) Z.J. Kosztolnyik, Five Eleventh Century Hungarian Kings: Their Policies and their Relations with Rome, Columbia University Press, 1981, ISBN 0-914710-73-7.
- (HU) Gyula Kristó e Ferenc Makk, Az Árpád-ház uralkodói [Sovrani della casata degli Arpadi], I.P.C. Könyvek, 1996, ISBN 963-7930-97-3.
- (HU) Ferenc Makk, Béla I, in Gyula Kristó, Pál Engel e Ferenc Makk, Korai magyar történeti lexikon (9-14. század) [Enciclopedia dell'Antica Storia Ungherese (IX-XIV secolo)], Akadémiai Kiadó, 1994,  p. 90, ISBN 963-05-6722-9.
- (EN) Tadeusz Manteuffel, The Formation of the Polish State: The Period of Ducal Rule, 963-1194, traduzione di Andrew Gorski, Wayne State University Press, 1982, ISBN 0-8143-1682-4.
- (EN) Ján Steinhübel, The Duchy of Nitra, in Slovakia in History, Cambridge University Press, 2011,  pp. 15-29, ISBN 978-0-521-80253-6.
- (PL) Wincenty Swoboda, Bela I, in Władysław Kowalenko, Zdzisław Stieber e Gerard Labuda, Słownik starożytności słowiańskich: encyklopedyczny zarys kultury słowian od czasów najdawniejszych do schyłku wieku XII. Y-Ż [Dizionario degli Antichi Slavi: Un Quadro Enciclopedico sulla Cultura Slava dall'Antichità alla Fine del 12º Secolo], Nauk, 1982,  p. 425, ISBN 978-83-04-02070-2.
- (HU) László Veszprémy, Vazul, in Gyula Kristó, Pál Engel e Ferenc Makk, Korai magyar történeti lexikon (9-14. század) [Enciclopedia dell'Antica Storia Ungherese (IX-XIV secolo)], Akadémiai Kiadó, 1994,  pp. 721-722, ISBN 963-05-6722-9.